# Pleurothallis inflata
Pleurothallis inflata là một loài thực vật có hoa trong họ Lan. Loài này được Rolfe miêu tả khoa học đầu tiên năm 1894.